# Effetto di selezione
Si definisce effetto di selezione, o anche distorsione da selezione, la caratteristica di un campione di dati osservati che è da attribuirsi alle limitazioni delle tecniche di osservazione impiegate per ottenere tali dati anziché a caratteristiche intrinseche di ciò che si osserva.

## Descrizione
Se si schematizza l'atto della misura di una quantità fisica come l'estrazione di un campione da una distribuzione preesistente di dati è possibile considerare un effetto di selezione come un bias introdotto dagli strumenti, che forzano l'estrazione di un campione non rappresentativo (dal quale quindi si inferirebbe una distribuzione diversa da quella che l'ha originato).
Da un punto di vista epistemologico l'esistenza degli effetti di selezione è un fatto particolarmente interessante; appare difficile spiegare che cosa s'intenda per effetto di selezione (o similmente per errore sistematico) senza fare riferimento a un'ipotetica distribuzione "intrinseca" dei dati, la quale tuttavia è un'astrazione che ad alcuni suona metafisica.
La necessità di riconoscere e di eliminare gli effetti di selezione deriva dal desiderio di formulare leggi fisiche che abbiano validità universale, ovvero che siano in grado di descrivere i fenomeni indipendentemente dalle condizioni contingenti dell'osservatore, quali lo strumento usato, la particolare collocazione dell'osservatore nell'universo, eccetera.

### Effetto di selezione in astronomia
Il campo della fisica cui si riconosce il maggior numero di effetti di selezione è l'astronomia: la visibilità dei corpi celesti dipende dalla loro capacità di emettere o di riflettere luce, e può cambiare drasticamente in diverse regioni dello spettro elettromagnetico: studiare direttamente le proprietà intrinseche di tali corpi è quindi impossibile. Si studiano semmai le proprietà dei corpi che sono visibili, se sono visibili (eventualmente tramite effetti indiretti, ricostruibili però solo tramite ipotesi formulate a livello teorico).
Un famoso effetto di selezione è il cosiddetto principio antropico per cui l'universo che osserviamo deve essere compatibile con l'esistenza della vita, altrimenti non saremmo qui ad osservarlo.